# Daviscupový tým Austrálie
Daviscupový tým Austrálie reprezentuje Austrálii v Davisově poháru od roku 1905. Řídící organizací reprezentace je národní tenisový svaz Tennis Australia. V letech 1905–1922 hráli Australané s Novozélanďany ve společném týmu Australasie.
Austrálie představuje po Spojených státech druhé nejúspěšnější družstvo v soutěži, když „salátovou mísu“ vyhrála ve dvaceti osmi ročnících. První trofej získala v roce 1907 především díky Normanu Brooksovi a poslední v sezóně 2003. Ve dvaceti jedna finále skončila jako poražený finalista včetně let 2022 a 2023.
Týmovým statistikám vévodí bývalý první hráč žebříčku Lleyton Hewitt, jenž zaznamenal nejvyšší počet 59 vyhraných zápasů, 42 vítězných dvouher a 43 odehraných mezistátních utkání v 19 sezónách. Od roku 2016 působí jako nehrající kapitán družstva. Nejlepší deblový pár vytvořili Mark Woodforde s Toddem Woodbridgem se 14 výhrami.
Roy Emerson drží s osmi tituly absolutní hráčský rekord soutěže. Rovněž šestnáct trofejí Harryho Hopmana v roli kapitána je daviscupovým rekordem.

## Historie
Mezi lety 1905–1914 startovali australští tenisté ve společném družstvu s Novým Zélandem pod hlavičkou Australasie. Kombinovaná sestava si připsala pět trofejí v ročnících 1907, 1908, 1909, 1911 a 1914. Ačkoli byli novozélandští tenisté způsobilý ke startu za tým, této možnosti využil pouze jediný Novozélanďan Tony Wilding. Sportovci z obou států vytvářeli v prvních dekádách 20. století australasijské výběry ve více sportech.
Po skončení první světové války nastoupili Australané roku 1919 premiérově jako samostatné družstvo, které danou sezónu vybojovalo trofej. Mezinárodní tenisová federace pak Austrálii připisuje všechny výsledky, které dosáhla v rámci Australásie.

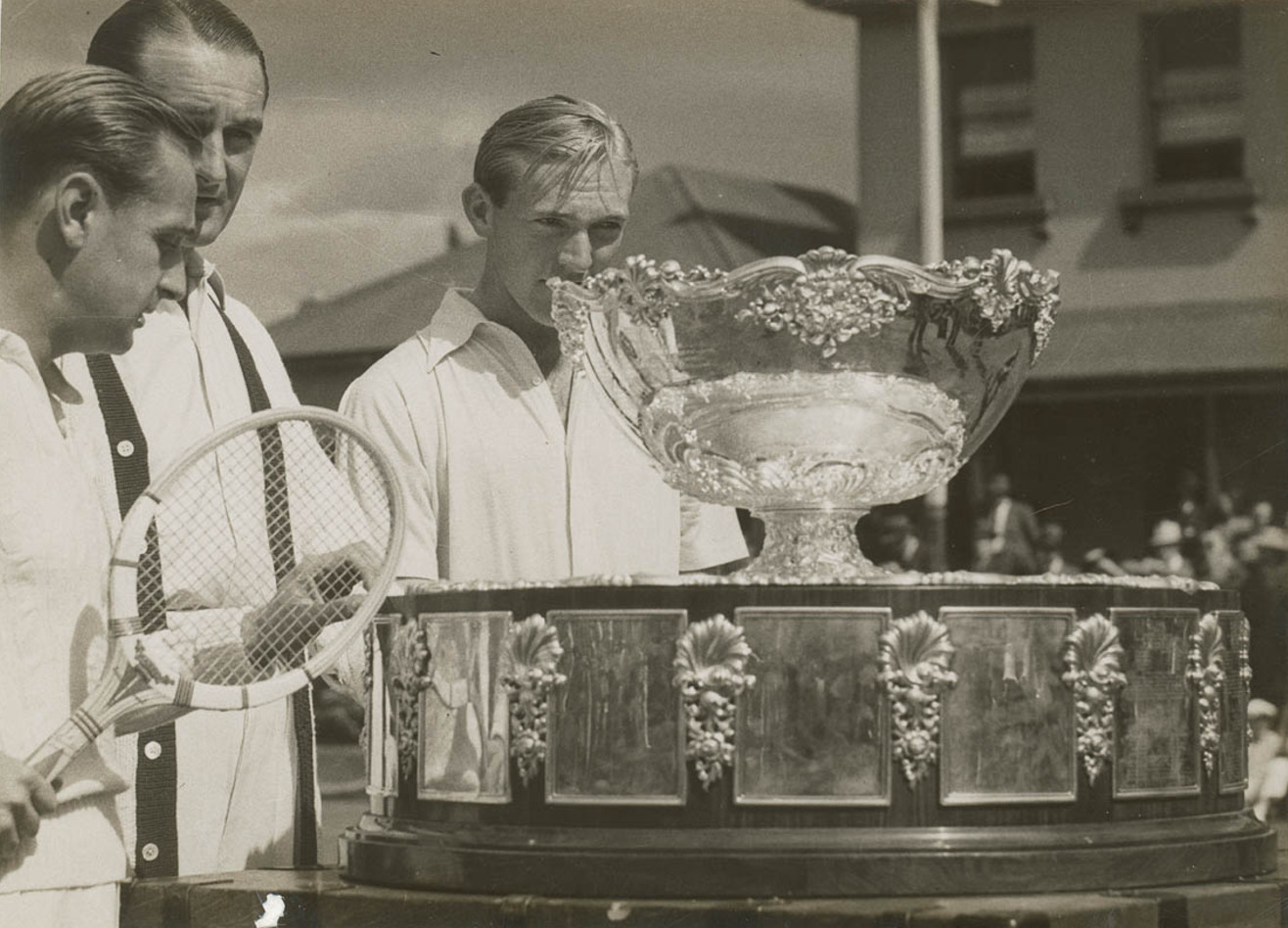
Vítězní Australané John Bromwich a Adrian Quist se salátovou mísou v Sydney, listopad 1939

Roku 1951 se zformovala australská dvojice Frank Sedgman a Ken McGregor, která položila základ nové australské éře. Následná dominantnost Australanů se projevila v letech 1950–1967, když z 18 ročníků vyhráli patnáctkrát. Během tohoto období australský tým postavil pět různých sestav, v nichž nastoupilo postupně sedm wimbledonských vítězů. Po celou dobu 1950–1968 byl trenérem a nehrajícím kapitánem družstva Harry Hopman, bývalý aktivní účastník soutěže. Poté, co Sedgman a McGregor přestoupili k profesionálům, nasadil Hopman v roce 1953 dva nezkušené devatenáctileté tenisty Lew Hoada a Kena Rosewalla, kteří dokázali titul obhájit. Další ročník 1954 salátovou mísu ztratili s Američany Vicem Seixasem a Tonym Trabertem, ale následné dva roky opět vyhráli bez ztráty setu. Po jejich odchodu k profesionálům je v družstvu vystřídali Ashley Cooper a Malcom Anderson.
V roce 1959 byl tým obměněn Fraserem a Laverem. Ve svém prvním finále Laver nevyhrál ani jednu dvouhru, ovšem Austrálie díky Fraserovi uhájila mísu. V dalších ročnících se právě Laver stal základním kamenem týmu, když dokázal vyhrát všechna svá utkání. V roce 1963 obhajovalo titul nově uspořádané družstvo, v němž vedle Roye Emersona nastupoval devatenáctiletý John Newcombe, jenž v další dekádě třikrát vyhrál Wimbledon. Ročník 1963 ovládly Spojené státy, ale následující sezónu 1964 opět vyhrála Austrálie, když dvouhry za ni odehráli Roy Emerson a Fred Stolle a ve čtyřhře nastupoval pár Newcombe a Roche. Do roku 1967 pak tým získal čtyři trofeje v řadě.

## Chronologie zápasů

### 2019–2029
| Rok  | soutěž                            | datum              | místo                          | povrch    | soupeř              | skóre | výsledek |
| ---- | --------------------------------- | ------------------ | ------------------------------ | --------- | ------------------- | ----- | -------- |
| 2019 | Kvalifikační kolo                 | 1.–2. února        | Adelaide, Austrálie            | tvrdý     | Bosna a Hercegovina | 4–1   | výhra    |
| 2019 | Finálový turnaj, základní skupina | 19. listopadu      | Madrid, Španělsko              | tvrdý (h) | Kolumbie            | 3–0   | výhra    |
| 2019 | Finálový turnaj, základní skupina | 20. listopadu      | Madrid, Španělsko              | tvrdý (h) | Belgie              | 2–1   | výhra    |
| 2019 | Finálový turnaj, čtvrtfinále      | 21. listopadu      | Madrid, Španělsko              | tvrdý (h) | Kanada              | 1–2   | prohra   |
| 2021 | Kvalifikační kolo                 | 6.–7. března 2020  | Adelaide, Austrálie            | antuka    | Brazílie            | 3–1   | výhra    |
| 2021 | Finálový turnaj, základní skupina | 25. listopadu 2021 | Turín, Itálie                  | tvrdý (h) | Chorvatsko          | 0–3   | prohra   |
| 2021 | Finálový turnaj, základní skupina | 27. listopadu 2021 | Turín, Itálie                  | tvrdý (h) | Maďarsko            | 2–1   | výhra    |
| 2022 | Kvalifikační kolo                 | 4.–5. března       | Sydney, Austrálie              | tvrdý     | Maďarsko            | 3–2   | výhra    |
| 2022 | Finálový turnaj, základní skupina | 13. září           | Hamburk, Německo               | tvrdý (h) | Belgie              | 3–0   | výhra    |
| 2022 | Finálový turnaj, základní skupina | 15. září           | Hamburk, Německo               | tvrdý (h) | Francie             | 2–1   | výhra    |
| 2022 | Finálový turnaj, základní skupina | 18. září           | Hamburk, Německo               | tvrdý (h) | Německo             | 1–2   | prohra   |
| 2022 | Finálový turnaj, čtvrtfinále      | 22. listopadu      | Málaga, Španělsko              | tvrdý (h) | Nizozemsko          | 2–0   | výhra    |
| 2022 | Finálový turnaj, semifinále       | 25. listopadu      | Málaga, Španělsko              | tvrdý (h) | Chorvatsko          | 2–1   | výhra    |
| 2022 | Finálový turnaj, finále           | 27. listopadu      | Málaga, Španělsko              | tvrdý (h) | Kanada              | 0–2   | prohra   |
| 2023 | Finálový turnaj, základní skupina | 13. září           | Manchester, Spojené království | tvrdý (h) | Velká Británie      | 1–2   | prohra   |
| 2023 | Finálový turnaj, základní skupina | 14. září           | Manchester, Spojené království | tvrdý (h) | Francie             | 2–1   | výhra    |
| 2023 | Finálový turnaj, základní skupina | 16. září           | Manchester, Spojené království | tvrdý (h) | Švýcarsko           | 3–0   | výhra    |
| 2023 | Finálový turnaj, čtvrtfinále      | 22. listopadu      | Málaga, Španělsko              | tvrdý (h) | Česko               | 2–1   | výhra    |
| 2023 | Finálový turnaj, semifinále       | 24. listopadu      | Málaga, Španělsko              | tvrdý (h) | Finsko              | 2–0   | výhra    |
| 2023 | Finálový turnaj, finále           | 26. listopadu      | Málaga, Španělsko              | tvrdý (h) | Itálie              | 0–2   | prohra   |
| 2024 | Finálový turnaj, základní skupina | 10. září           | Valencie, Španělsko            | tvrdý (h) | Francie             | 2–1   | výhra    |
| 2024 | Finálový turnaj, základní skupina | 12. září           | Valencie, Španělsko            | tvrdý (h) | Česko               | 3–0   | výhra    |
| 2024 | Finálový turnaj, základní skupina | 15. září           | Valencie, Španělsko            | tvrdý (h) | Španělsko           | 1–2   | prohra   |
| 2024 | Finálový turnaj, čtvrtfinále      | listopad           | Málaga, Španělsko              | tvrdý (h) | Spojené státy       |       |          |

## Přehled finále
| Stav      | č.  | rok  | dějiště      | soupeř ve finále | výsledek |
| --------- | --- | ---- | ------------ | ---------------- | -------- |
| Vítěz     | 1.  | 1907 | Londýn       | Velká Británie   | 3–2      |
| Vítěz     | 2.  | 1908 | Melbourne    | Spojené státy    | 3–2      |
| Vítěz     | 3.  | 1909 | Sydney       | Spojené státy    | 5–0      |
| Vítěz     | 4.  | 1911 | Christchurch | Spojené státy    | 5–0      |
| Finalista | 1.  | 1912 | Melbourne    | Velká Británie   | 2–3      |
| Vítěz     | 5.  | 1914 | New York     | Spojené státy    | 3–2      |
| Vítěz     | 6.  | 1919 | Sydney       | Velká Británie   | 4–1      |
| Finalista | 2.  | 1920 | Auckland     | Spojené státy    | 0–5      |
| Finalista | 3.  | 1922 | New York     | Spojené státy    | 1–4      |
| Finalista | 4.  | 1923 | New York     | Spojené státy    | 1–4      |
| Finalista | 5.  | 1924 | Filadelfie   | Spojené státy    | 0–5      |
| Finalista | 6.  | 1936 | Londýn       | Velká Británie   | 2–3      |
| Finalista | 7.  | 1938 | Filadelfie   | Spojené státy    | 2–3      |
| Vítěz     | 7.  | 1939 | Haverford    | Spojené státy    | 3–2      |
| Finalista | 8.  | 1946 | Melbourne    | Spojené státy    | 0–5      |
| Finalista | 9.  | 1947 | New York     | Spojené státy    | 1–4      |
| Finalista | 10. | 1948 | New York     | Spojené státy    | 0–5      |
| Finalista | 11. | 1949 | New York     | Spojené státy    | 1–4      |
| Vítěz     | 8.  | 1950 | New York     | Spojené státy    | 4–1      |
| Vítěz     | 9.  | 1951 | Sydney       | Spojené státy    | 3–2      |
| Vítěz     | 10. | 1952 | Adelaide     | Spojené státy    | 4–1      |
| Vítěz     | 11. | 1953 | Melbourne    | Spojené státy    | 3–2      |
| Finalista | 12. | 1954 | Sydney       | Spojené státy    | 2–3      |
| Vítěz     | 12. | 1955 | New York     | Spojené státy    | 5–0      |

| Stav      | č.  | rok  | dějiště    | soupeř ve finále | výsledek |
| --------- | --- | ---- | ---------- | ---------------- | -------- |
| Vítěz     | 13. | 1956 | Adelaide   | Spojené státy    | 5–0      |
| Vítěz     | 14. | 1957 | Melbourne  | Spojené státy    | 3–2      |
| Finalista | 13. | 1958 | Brisbane   | Spojené státy    | 2–3      |
| Vítěz     | 15. | 1959 | New York   | Spojené státy    | 3–2      |
| Vítěz     | 16. | 1960 | Sydney     | Itálie           | 4–1      |
| Vítěz     | 17. | 1961 | Melbourne  | Itálie           | 5–0      |
| Vítěz     | 18. | 1962 | Brisbane   | Mexiko           | 5–0      |
| Finalista | 14. | 1963 | Adelaide   | Spojené státy    | 2–3      |
| Vítěz     | 19. | 1964 | Cleveland  | Spojené státy    | 3–2      |
| Vítěz     | 20. | 1965 | Sydney     | Španělsko        | 4–1      |
| Vítěz     | 21. | 1966 | Melbourne  | Indie            | 4–1      |
| Vítěz     | 22. | 1967 | Brisbane   | Španělsko        | 4–1      |
| Finalista | 15. | 1968 | Adelaide   | Spojené státy    | 1–4      |
| Vítěz     | 23. | 1973 | Cleveland  | Spojené státy    | 5–0      |
| Vítěz     | 24. | 1977 | Sydney     | Itálie           | 5–0      |
| Vítěz     | 25. | 1983 | Melbourne  | Švédsko          | 3–2      |
| Vítěz     | 26. | 1986 | Melbourne  | Švédsko          | 3–2      |
| Finalista | 16. | 1990 | Petrohrad  | Spojené státy    | 2–3      |
| Finalista | 17. | 1993 | Düsseldorf | Německo          | 1–4      |
| Vítěz     | 27. | 1999 | Nice       | Francie          | 3–2      |
| Finalista | 18. | 2000 | Barcelona  | Španělsko        | 1–3      |
| Finalista | 19. | 2001 | Melbourne  | Francie          | 2–3      |
| Vítěz     | 28. | 2003 | Melbourne  | Španělsko        | 3–1      |
| Finalista | 20. | 2022 | Málaga     | Kanada           | 0–2      |
| Finalista | 21. | 2023 | Málaga     | Itálie           | 0–2      |

## Složení týmu
| Rok  | Členové týmu       | Členové týmu   | Členové týmu | Členové týmu    |
| ---- | ------------------ | -------------- | ------------ | --------------- |
| 2023 | Alex de Minaur     | Alexei Popyrin | Max Purcell  | Jordan Thompson |
| 2023 | Thanasi Kokkinakis | Matthew Ebden  | —            | —               |

## Kapitáni
| Kapitán         | období    |
| --------------- | --------- |
| Harry Hopman    | 1950–1969 |
| Neale Fraser    | 1970–1994 |
| John Newcombe   | 1995–2000 |
| John Fitzgerald | 2001–2010 |
| Patrick Rafter  | 2010–2014 |
| Wally Masur     | 2015      |
| Lleyton Hewitt  | 2016–     |